# Surudia
Surudia is een geslacht van rechtvleugeligen uit de familie veldsprinkhanen (Acrididae). De wetenschappelijke naam van dit geslacht is voor het eerst geldig gepubliceerd in 1930 door Uvarov.

## Soorten
Het geslacht Surudia omvat de volgende soorten:
- Surudia aptera Kevan, 1956
- Surudia loboptera Uvarov, 1930
- Surudia somalica Dirsh, 1961